# Melanotaenia batanta
Melanotaenia batanta är en fiskart som beskrevs av Allen och Renyaan, 1998. Melanotaenia batanta ingår i släktet Melanotaenia och familjen Melanotaeniidae. Inga underarter finns listade i Catalogue of Life.